# Cross Purposes
Cross Purposes é o décimo sétimo álbum de estúdio da banda Black Sabbath, lançado em 1994.
Contando novamente com Tony Martin nos vocais, o álbum é o penúltimo daquela encarnação da banda. Com um som bastante vigoroso e algumas músicas marcantes, o disco acabou possibilitando um vídeo e um álbum ao vivo da turnê. Este foi o único álbum de estúdio do Black Sabbath com o baterista Bobby Rondinelli (ex-Rainbow, ex-Blue Öyster Cult).
Em julho de 2014, a revista Guitar World  classificou Cross Purposes como número 6 em sua lista "Superunknown: 50 Iconic Albums That Defined 1994".
| Críticas profissionais                                                      | Críticas profissionais |
| Avaliações da crítica                                                       | Avaliações da crítica  |
| Fonte                                                                       | Avaliação              |
| --------------------------------------------------------------------------- | ---------------------- |
| allmusic                                                                    | [ 2 ]                  |
| Esta tabela precisa de ser acompanhada por texto em prosa. Consulte o guia. |                        |

## Lista de faixas
Todas as canções foram escritas por Tony Martin, Tony Iommi e Geezer Butler, exceto "Evil Eye", escrita por Butler, Iommi, Martin e Eddie Van Halen (que não foi creditado devido à restrições de sua gravadora, a Warner Bros. Records).
| N.º | Título                                                     | Duração |  |
| 1.  | "I Witness"                                                | 4:56    |  |
| 2.  | "Cross of Thorns"                                          | 4:32    |  |
| 3.  | "Psychophobia"                                             | 3:15    |  |
| 4.  | "Virtual Death"                                            | 5:49    |  |
| 5.  | "Immaculate Deception"                                     | 4:15    |  |
| 6.  | "Dying for Love"                                           | 5:53    |  |
| 7.  | "Back to Eden"                                             | 3:57    |  |
| 8.  | "The Hand That Rocks the Cradle"                           | 4:30    |  |
| 9.  | "Cardinal Sin"                                             | 4:21    |  |
| 10. | "Evil Eye"                                                 | 5:58    |  |
| 11. | "What's the Use (faixa bônus) (apenas na versão japonesa)" | 3:03    |  |

## Créditos
- Tony Martin - vocal
- Tony Iommi - guitarra
- Geoff Nicholls - teclados
- Geezer Butler - baixo
- Bobby Rondinelli - bateria

## Desempenho nas paradas
| Ano  | Posições | Posições | Posições | Posições | Posições | Posições |
| Ano  | UK       | AUT      | NLD      | SWE      | SWI      | US       |
| ---- | -------- | -------- | -------- | -------- | -------- | -------- |
| 1994 | 41       | 23       | 85       | 9        | 41       | 122      |